# Mèo rừng châu Phi
Mèo rừng châu Phi (Felis lybica) là một loài mèo rừng. Chúng hình thành và tách biệt khỏi các nòi mèo khác vào khoảng 131.000 năm về trước. Một số cá thể mèo rừng châu Phi được thuần hóa vào khoảng 10 nghìn năm về trước ở vùng Trung Đông và trở thành tổ tiên của mèo nhà ngày nay. Hài cốt của những con mèo nhà đầu tiên được tìm thấy trong các ngôi mộ cổ có niên đại 9.500 năm ở Đảo Síp.

## Đặc điểm hình thái

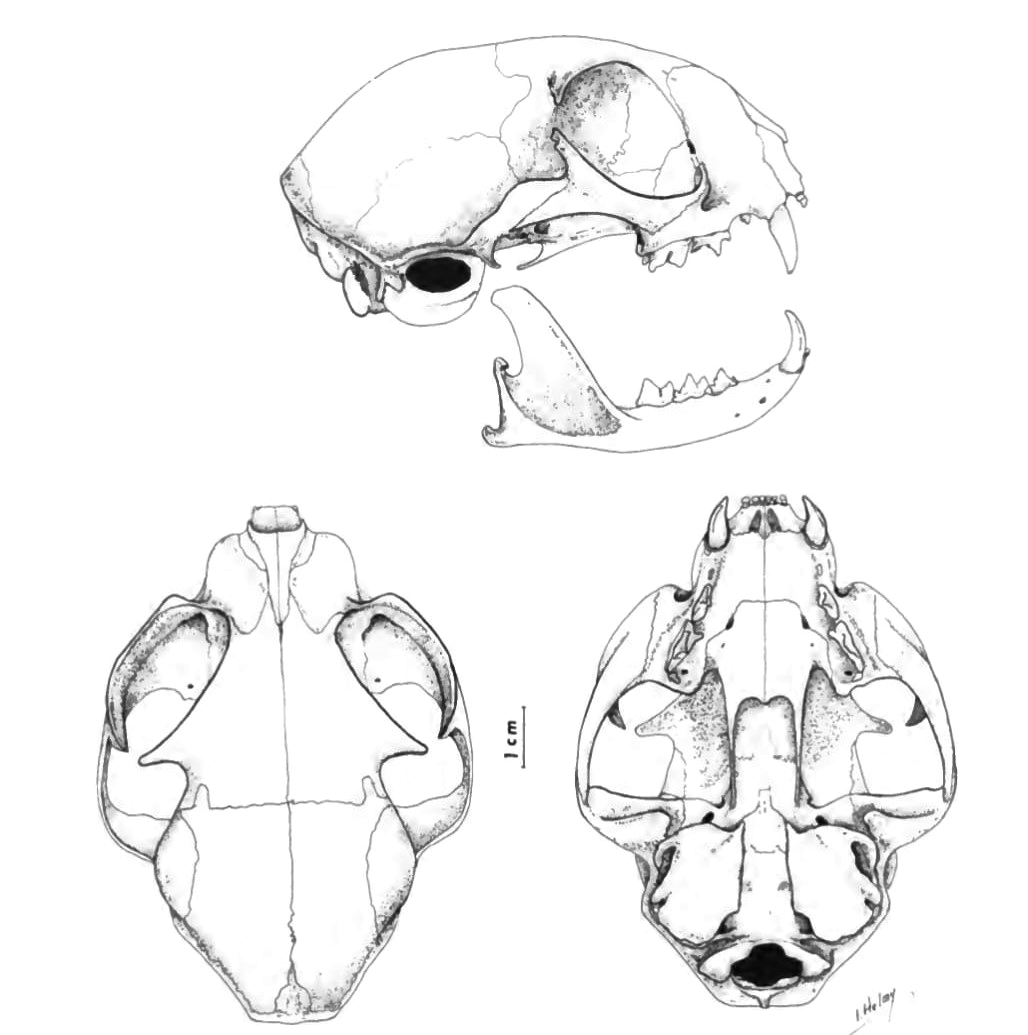
Sọ mèo rừng châu Phi.

Mèo rừng châu Phi có bộ lông màu nâu hoặc vàng xám với những vằn đen trên đuôi. Lông của chúng ngắn hơn của phân loài mèo rừng châu Âu và kích cỡ của chúng cũng nhỏ hơn nhiều: chiều dài đầu và thân chỉ dài từ 45–75 cm (17,7-29,5 inch), chiều dài đuôi chừng 20–38 cm (7,87-15 inch) và cân nặng dao động trong khoảng 3-6,5 kg (6,61-14,3 lb).

## Phân bổ cư trú
Mèo rừng châu Phi sinh sống ở vùng Trung Đông và châu Phi và có thể được tìm thấy ở nhiều loại môi trường sống khác nhau: thảo nguyên, xavan, vùng cây bụi rậm. Loài mèo cát Felis margarita thì sống ở những vùng đất khô hạn hơn.

## Hành vi
Thức ăn chủ yếu của mèo rừng châu Phi là chuột nhắt, chuột cống và các loài thú nhỏ khác, đồng thời các loài chim, bò sát, lưỡng cư và côn trùng cũng có thể là nạn nhân của chúng. Mèo rừng tiếp cận con mồi một cách từ tốn, và tấn công ngay khi con mồi nằm trong tầm bắt của nó (chừng 1 mét). Mèo rừng châu Phi chủ yếu hoạt động vào lúc hoàng hôn và đêm tối. Khi gặp kẻ địch, nó xù lông lên để kẻ thù lầm tưởng là kích cỡ của chú mèo tăng đột ngột. Vào ban ngày, mèo rừng thường ẩn nấp và nghỉ ngơi trong các bụi rậm, mặc dù chúng cũng hay ra ngoài kiếm ăn vào những lúc trời nhiều mây và tối. Lãnh thổ của một con mèo đực bao trùm lên một phần lãnh thổ của vài con mèo cái, người bảo vệ lãnh thổ chống lại những kẻ xâm nhập. Một con mèo cái sinh 2-6 con trong một lứa, nhưng thường thì mèo mẹ chỉ sinh ba con một lần. Chúng thường sinh con trong một hố nhỏ trên mặt đất, có thể là hố do mèo mẹ tự đào hoặc một hõm nhỏ hình thành do tự nhiên. Thời gian mang thai kéo dài từ 56-69 ngày. Mèo con thuộc dạng con non yếu, mới sinh ra chưa mở mắt và cần sự chăm sóc kỹ lưỡng của mèo mẹ. Phần lớn mèo con được sinh ra vào mùa mưa khi nguồn thức ăn phong phú. Chúng sống với mẹ chừng 5-6 tháng và trưởng thành sinh dục vào lúc 1 tuổi.

## Nguồn gốc loài

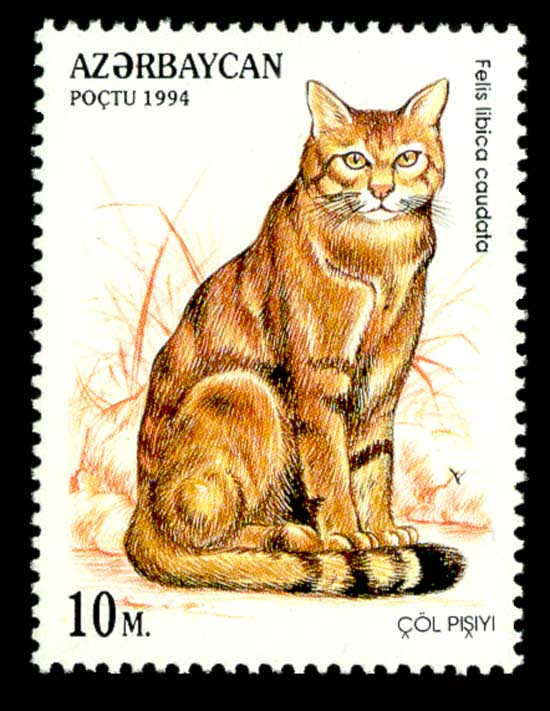
Mèo rừng châu Phi trên một con tem năm 1994 của Azerbaijan